# Bucklandiella decurrens
Bucklandiella decurrens là một loài Rêu trong họ Grimmiaceae. Loài này được (Dixon) Bednarek-Ochyra & Ochyra mô tả khoa học đầu tiên năm 2003.